# Кобалар
Водоспад Кобалар (крим. Qobalar, інша назва «Козирок») — водоспад в Криму, в межах Байдарського заказника. З 7 вересня 2023 року місцевість передана до Бахчисарайського району Автономної Республіки Крим.

## Гідронім

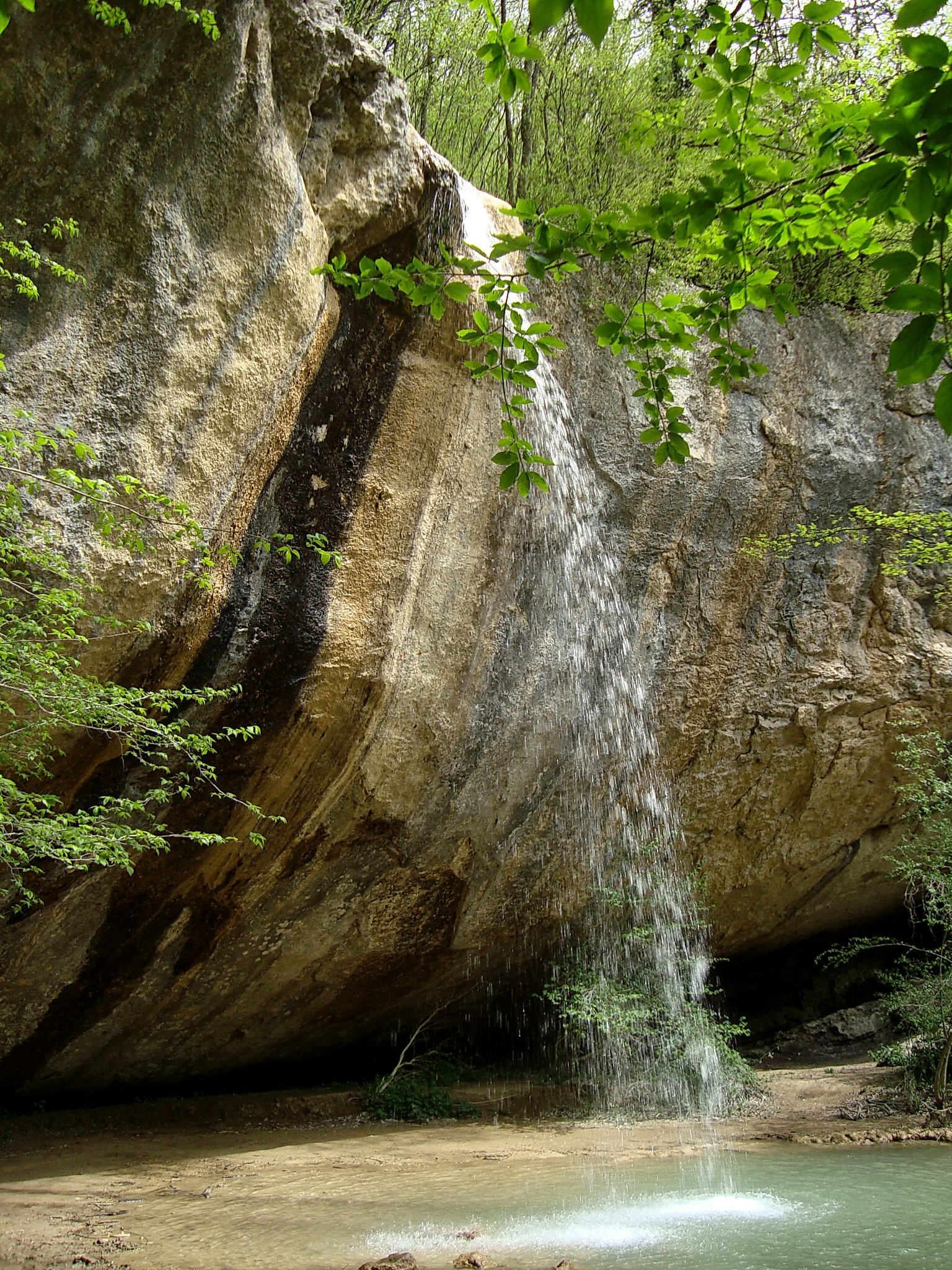

У перекладі з кримськотатарської мови «Кобалар» означає «печерний яр».

## Географія
Водоспад Кобалар розташований у 3 км від села Передове на струмку Кобалар-Су.
Струмок протікає по балці Кобалар-Дере і впадає у Байдарську долину.
Кобалар належить до так званих ефемерних водоспадів — є активним тільки взимку та навесні, коли тане сніг на Байдарській яйлі. Влітку водоспад повністю пересихає.
Вище водоспаду в обривах скель розташовані стоянки первісної людини епохи мезоліту Фатьма-Коба та Шан-Коба, печера Каракі-Коба.
До 18 століття в околицях водоспаду можна було знайти безліч равликів, які у різний час слугували їжею місцевих мешканців.